# Liste der Baudenkmale in Schwielochsee
In der Liste der Baudenkmale in Schwielochsee sind alle Baudenkmale der brandenburgischen Gemeinde Schwielochsee und ihrer Ortsteile aufgelistet. Grundlage ist die Veröffentlichung der Landesdenkmalliste mit dem Stand vom 31. Dezember 2020. Die Bodendenkmale sind in der Liste der Bodendenkmale in Schwielochsee aufgeführt.

## Baudenkmale nach Ortsteilen
In den Spalten befinden sich folgende Informationen:
- ID-Nr.: Die Nummer wird vom Brandenburgischen Landesamt für Denkmalpflege vergeben. Ein Link hinter der Nummer führt zum Eintrag über das Denkmal in der Denkmaldatenbank. In dieser Spalte kann sich zusätzlich das Wort Wikidata befinden, der entsprechende Link führt zu Angaben zu diesem Denkmal bei Wikidata.
- Lage: die Adresse des Denkmales und die geographischen Koordinaten. Link zu einem Kartenansichtstool, um Koordinaten zu setzen. In der Kartenansicht sind Denkmale ohne Koordinaten mit einem roten beziehungsweise orangen Marker dargestellt und können in der Karte gesetzt werden. Denkmale ohne Bild sind mit einem blauen bzw. roten Marker gekennzeichnet, Denkmale mit Bild mit einem grünen beziehungsweise orangen Marker.
- Bezeichnung: Bezeichnung in den offiziellen Listen des Brandenburgischen Landesamtes für Denkmalpflege. Ein Link hinter der Bezeichnung führt zum Wikipedia-Artikel über das Denkmal.
- Beschreibung: die Beschreibung des Denkmales
- Bild: ein Bild des Denkmales und gegebenenfalls einen Link zu weiteren Fotos des Baudenkmals im Medienarchiv Wikimedia Commons

### Goyatz
| ID-Nr.   | Lage                   | Bezeichnung                                   | Beschreibung | Bild                |
| -------- | ---------------------- | --------------------------------------------- | ------------ | ------------------- |
| 09140105 | Am Bahnhof 27 (Lage)   | Spreewaldbahnhof mit Erdrampen der Pferdebahn |              | weitere Bilder      |
| 09140103 | Am Bahnhof 36 (Lage)   | Wohnhaus                                      |              | BW                  |
| 09140101 | Dorfplatz 28 (Lage)    | Fachwerkwohnhaus, Teil des Gasthauses Mochow  |              | weitere Bilder      |
| 09140102 | Dorfplatz 35 (Lage)    | Ehemaliges Brauhaus                           |              | Ehemaliges Brauhaus |
| 09140106 | Guhlener Straße (Lage) | Bockwindmühle, außerhalb der Ortslage         |              | weitere Bilder      |

### Groß Liebitz
| ID-Nr.                           | Lage   | Bezeichnung | Beschreibung | Bild           |
| -------------------------------- | ------ | --- | --- | -------------- |
| 09140826                         | (Lage) | Beobachtungstribüne und Hubschrauberlandeplatz des Truppenübungsplatzes Lieberose, einschließlich des Umfeldes mit Wällen, Gräben und Birkenpflanzungen | Aus dem Jahr 1970 stammende Beobachtungstribüne und Hubschrauberlandeplatz des ehemaligen Truppenübungsplatzes Lieberose. | weitere Bilder |
| 09140827 Teilobjekt zu: 09140826 | (Lage) | Hubschrauberlandeplatz | Der Hubschrauberlandeplatz liegt etwa 230 Meter südlich der Beobachtungsbühne.                                            | BW             |

### Jessern
| ID-Nr.   | Lage                   | Bezeichnung                        | Beschreibung | Bild |
| -------- | ---------------------- | ---------------------------------- | ------------ | ---- |
| 09140427 | Hoffnungsbay 44 (Lage) | Ehemaliges Gasthaus „Hoffnungsbay“ |              | BW   |

### Mochow
| ID-Nr.   | Lage                     | Bezeichnung | Beschreibung | Bild           |
| -------- | ------------------------ | ----------- | --- | -------------- |
| 09140188 | Dorfkirche Mochow (Lage) | Dorfkirche  | Die ursprüngliche Kirche aus der Zeit um 1346 ist nicht mehr erhalten, die heutige Kirche wurde in den Jahren 1879 und 1880 erbaut und 1996 restauriert. | weitere Bilder |

### Speichrow
| ID-Nr.   | Lage                  | Bezeichnung  | Beschreibung | Bild |
| -------- | --------------------- | ------------ | ------------ | ---- |
| 09140279 | Hauptstraße 21 (Lage) | Dorfbackofen |              | BW   |

### Zaue(Cowje)
| ID-Nr.                           | Lage                           | Bezeichnung | Beschreibung | Bild           |
| -------------------------------- | ------------------------------ | --- | --- | -------------- |
| 09140726                         | Zauer Dorfstraße (Lage)        | Barocke Sandsteingrabplatte, zwei klassizistische Grabmale, Grabtafel Rödelius, Grabkreuz Schulz und Grabanlage Golling, bestehend aus vier Grabkreuzen, auf dem Kirchhof Zaue | | BW             |
| 09140727 Teilobjekt zu: 09140726 | Zauer Dorfstraße (Lage)        | Grabmal | | BW             |
| 09140728 Teilobjekt zu: 09140726 | Zauer Dorfstraße (Lage)        | Grabmal | | BW             |
| 09140729 Teilobjekt zu: 09140726 | Zauer Dorfstraße (Lage)        | Grabkreuz | | BW             |
| 09140730 Teilobjekt zu: 09140726 | Zauer Dorfstraße (Lage)        | Grabkreuz | | BW             |
| 09140731 Teilobjekt zu: 09140726 | Zauer Dorfstraße (Lage)        | Grabkreuz | | BW             |
| 09140732 Teilobjekt zu: 09140726 | Zauer Dorfstraße (Lage)        | Grabkreuz | Das Grabkreuz ist Pfarrer Ernst Golling gewidmet. Der Entwurf stammt von Achim Kühn. | BW             |
| 09140733 Teilobjekt zu: 09140726 | Zauer Dorfstraße (Lage)        | Grabkreuz | Das Grabkreuz ist Emma Golling gewidmet. Der Entwurf stammt von Achim Kühn. | BW             |
| 09140307                         | Zauer Dorfstraße 15, 16 (Lage) | Dorfkirche mit gusseisernen Grabkreuzen auf dem Kirchhof und Pfarrhaus | Die evangelische Kirche stammt wahrscheinlich aus dem 13. Jahrhundert, der Turm wurde 1350 fertiggestellt. Im Inneren befinden sich Wandmalereien aus der Zeit von 1420 bis 1430. Der Kanzelaltar stammt aus dem Jahre 1736. | weitere Bilder |
| 09141113 Teilobjekt zu: 09140307 | Zauer Dorfstraße 15, 16 (Lage) | Taufengel | Nach einer Inschrift stammt der Taufengel aus dem Jahr 1720. | BW             |
| 09141114 Teilobjekt zu: 09140307 | Zauer Dorfstraße 16 (Lage)     | Kirchhof / Friedhof | | BW             |
| 09141115 Teilobjekt zu: 09140307 | Zauer Dorfstraße 15 (Lage)     | Garten | | BW             |
| 09140699 Teilobjekt zu: 09140307 | Zauer Dorfstraße 15 (Lage)     | Pfarrhaus | | BW             |
| 09140700 Teilobjekt zu: 09140307 | Zauer Dorfstraße 15 (Lage)     | Stall & Remise | | BW             |

## Ehemalige Baudenkmale
| ID-Nr. | Lage                            | Bezeichnung               | Beschreibung | Bild |
| ------ | ------------------------------- | ------------------------- | ------------ | ---- |
|        | Goyatz, Bahnhofstraße 32 (Lage) | Balkon des Bahnhofshotels |              | BW   |